# Рівненський тролейбус
Рі́вненський троле́йбус — один з видів громадського транспорту у місті Рівне, який діє з 24 грудня 1974 року. Довжина контактної мережі становить 60,8 км. Станом на 2016 рік пасажиропотік складав 34 304,4 тис. пасажирів.

## Історія
Рішення про створення тролейбусних мережі у місті Рівне було прийняте у 1974 році, у цьому ж році збудовано тролейбусне депо та змонтовано декілька кілометрів контактної мережі. Восени 1974 року на баланс підприємства надійшли 50 одиниць рухомого складу моделі Škoda 9Tr (РКСУ), виробництва Škoda Holding, які отримали бортові № 1—50. 24 грудня 1974 року офіційно відкритий тролейбусний рух по маршруту № 1, завдовжки 13,1 км.

Škoda 9Tr
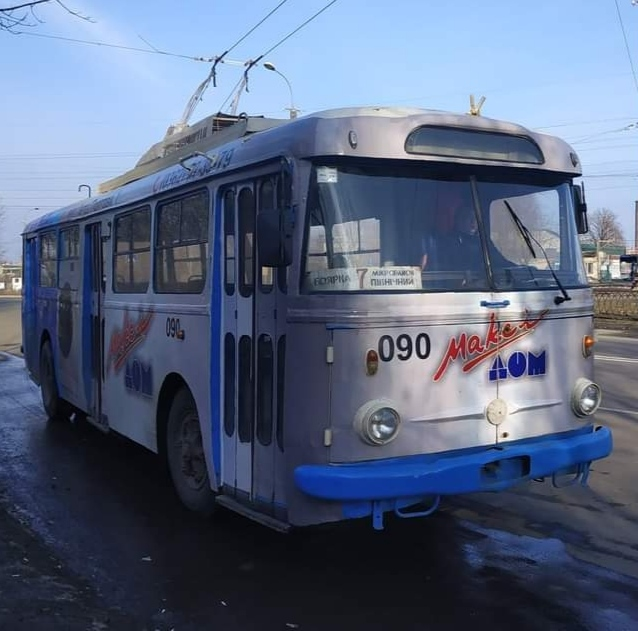
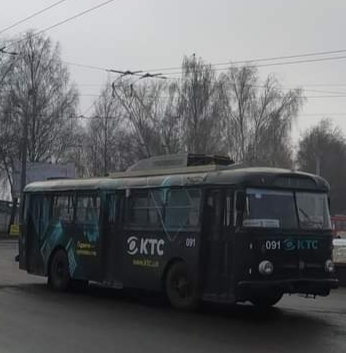
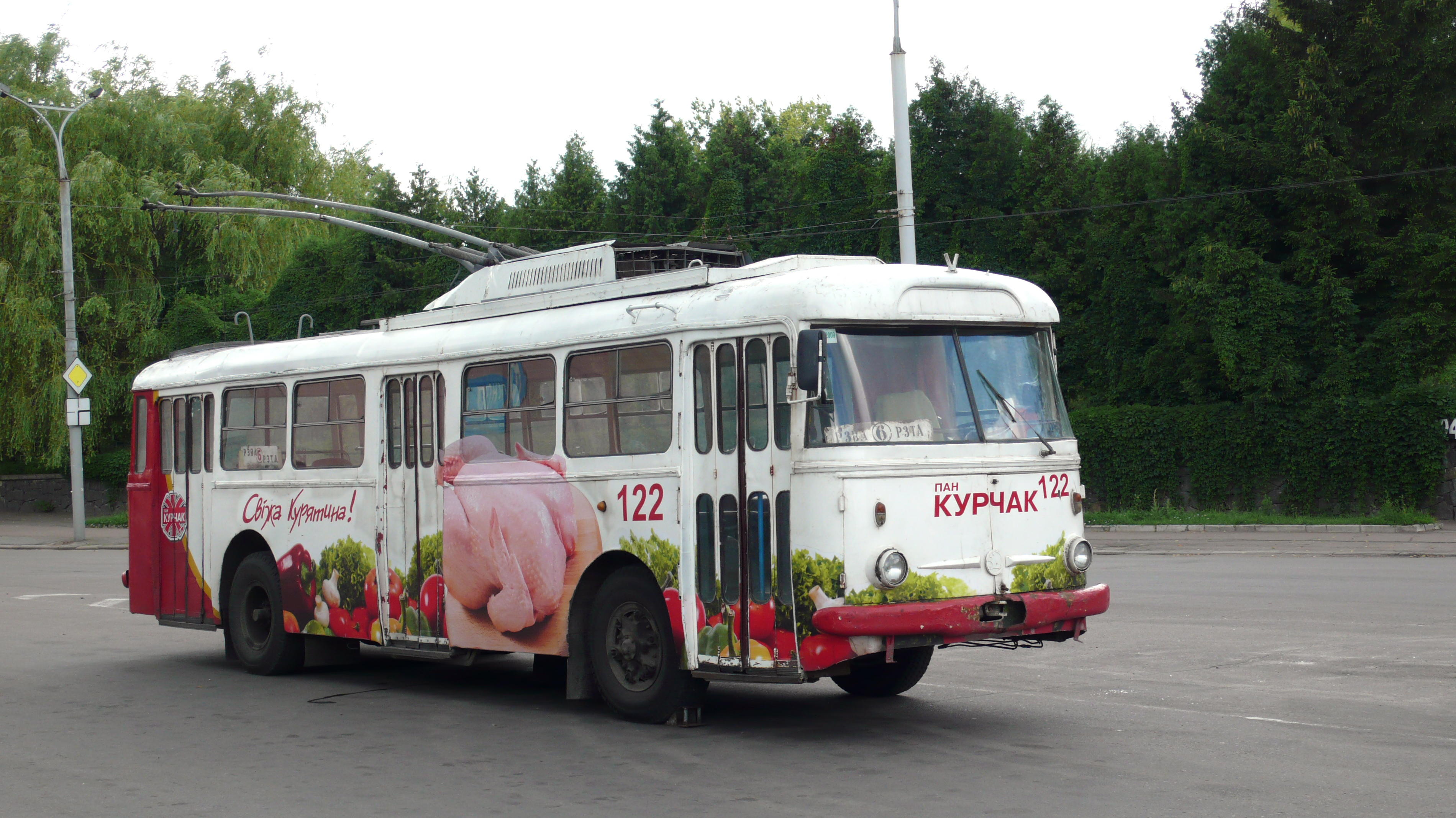
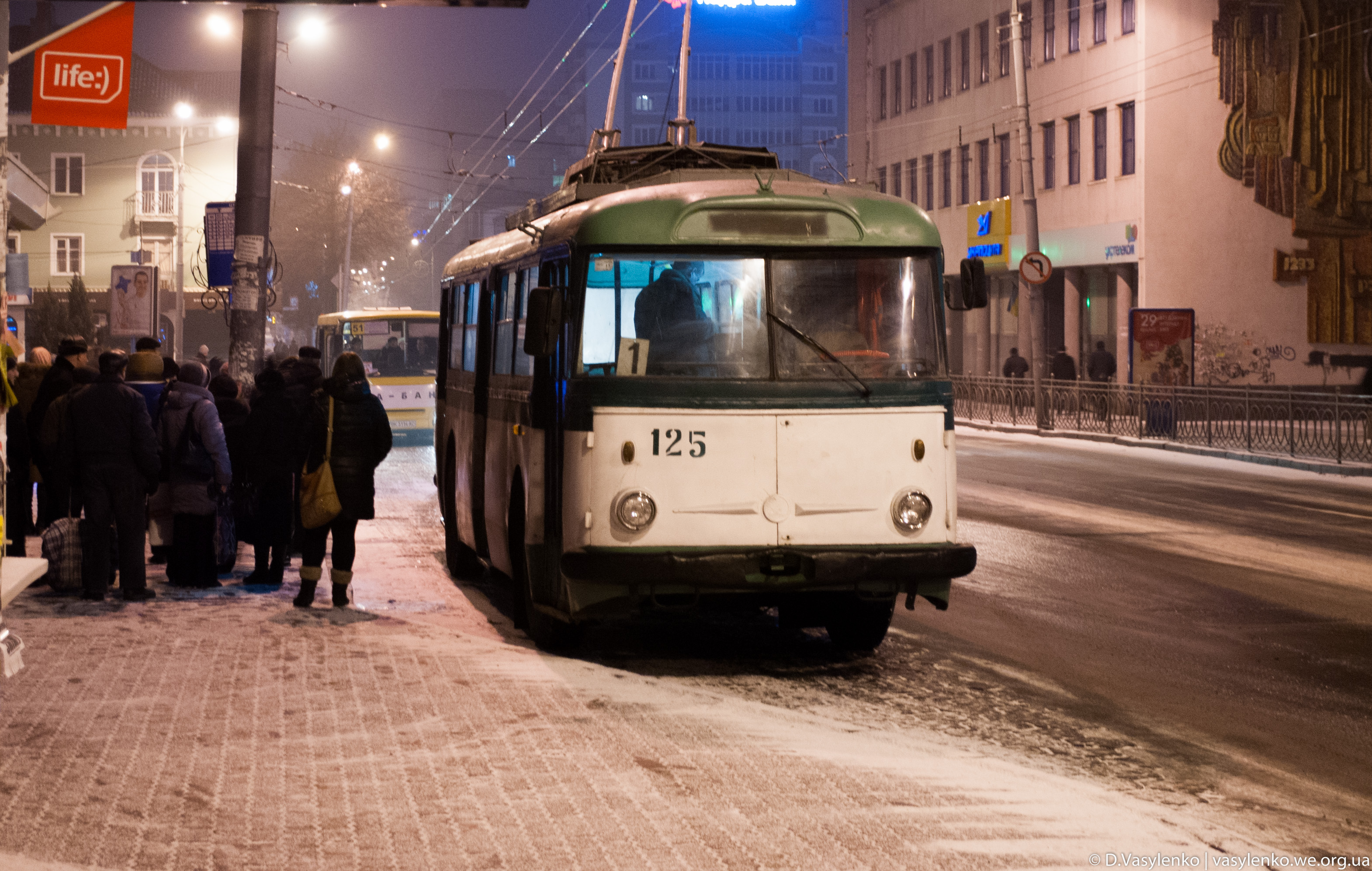

1975 року відкрито новий маршрут № 2, завдовжки 17,8 км, а з квітня 1976 по січень 1977 роки у місто прийшло ще 25 машин Škoda 9Tr, що отримали номери № 51—75. 5 грудня 1976 року відкритий тролейбусний маршрут № 3 завдожки 11,4 км, який сполучив залізничний вокзал, автовокзал та мототрек.
18 серпня 1977 року відкритий тролейбусний маршрут № 4, завдожки 11,9 км. Навесні 1978 року придбано ще 7 машин Škoda 9Tr (№ 76—83). У грудні 1978 року до міста надійшов тролейбус Škoda 9Tr, обладнаний гідропідсилювачем керма, що значно полегшує керування тролейбусом (до того машини оснащувались пневмопідсилювачем).
До 1981 року у місті працювали лише дводверні Škoda 9Tr, дана дводверна модифікація випускалася лише для міст СРСР. На початку 1981 року надійшли 9 тролейбусів модифікації Škoda 9TrH з гідропідсилювачем керма, з РКСУ. У 1982 році ще 5 тролейбусів Škoda 9Tr, в результаті парк машин поповнився до 100 одиниць. Наступні тролейбуси надійшли до Рівного лише у 1989 році, це були Škoda 14Tr, що мали ТІСУ. Машини з тиристорно-імпульсною системою управління споживали на 20—30 % менше електроенергії, ніж з РКСУ. ТІСУ забезпечує економію електроенергії, безступінчастий розгін та гальмування, а також відсутність теплових втрат під час гальмування (деякі ТІСУ мають рекуперацію), на відміну від РКСУ. Навесні 1989 року придбано 15 тролейбусів Škoda 14Tr з ТІСУ.
31 грудня 1989 року відкрито маршрут № 5 завдовжки 10 км. Восени 1991 року один Škoda 9Tr (№ 81) потрапив у ДТП, в результаті чого був списаний. Його місце зайняв тролейбус тієї ж моделі, що був переданий з Києва. У вересні 1992 року відкрито маршрут № 6. 27 грудня 1992 року списано № 81, а тролейбус виведено з експлуатації. У 1993 році списано ще 6 Škoda 9Tr (№ 9, 21, 55, 59, 67, 84). 1993 року до Рівного надійшли три двосекційні тролейбуси ЮМЗ Т1 виробництва Південмашу, Дніпро (РКСУ), а 28 квітня 1993 року ЮМЗ Т1 вперше виїхав на маршрути міста. У травні 1994 року надійшло ще два ЮМЗ Т1; більше ЮМЗ Т1 місцева влада не придбала. У серпні 1995 року надійшов перший ЮМЗ Т2 (РКСУ), пізніше у 2000-х роках надійшло ще дві модернізовані моделі.
У 1996 році до Рівного надійшли вживані тролейбуси з Чехії, а старі Škoda 9Tr почали списувати, в результаті було списано близько 20 машин; старі тролейбуси стали списувати менш інтенсивно лише 1997 року. У 1998 році тролейбус № 138 пройшов капітальний ремонт: у нього тріснула рама (тролейбуси Škoda 14Tr випускалися з рамною основою).
1 листопада 2000 року Рівненське тролейбусне управління змінило назву на КП «Рівнеелектроавтотранс». Через два роки схема руху тролейбусного маршруту № 5 було змінено, і почав курсуватити до кінцевої зупинки «Мототрек». 20 лютого 2003 року надійшли 4 вживані тролейбуси з Брно. У березні 2003 року згорів Škoda 14Tr (№ 136). Вважається, що рівненський тролейбусний парк є найстарішим в Україні, після сімферопольського.
Досягненню стабільної роботи підприємства сприяла «Програма стабілізації та розвитку електротранспорту у місті Рівне на 2003—2005 роки», яка затверджена у 2002 році рішенням Рівненської міської ради. Відповідно з  наміченою Програми здійснено будівництво нової тролейбусної лінії, яка пролягла від вулиці Будівельників по вулиці Черняка до Молокозаводу, завдовжки 3 км. Нові тролейбусні маршрути, які відкриті 20 травня 2005 року, сполучили один з найбільших «спальних» районів міста з центром та іншими мікрорайонами.
2005 року обсяги пробігу тролейбусів зростали завдяки відкриттю трьох нових маршрутів і перегляду розкладів руху у сторону збільшення, впровадження двозмінних режимів роботи тролейбусів на лінії.
2008 року списаний єдиний вантажно-технічний тролейбус КТГ-1 та частково розібраний.
У 2008 році до міста надійшов новий тролейбус ЛАЗ Е183 (IGBT-транзисторна СУ) виробництва Львівського автобусного заводу. У вересні 2009 року тролейбус Богдан Т601.11 (IGBT-транзисторна СУ) проходив дослідну експлуатацію у місті. Окрім цього міста, він проходив тестову експлуатацію у ще декількох містах України: у Донецьку, Запоріжжі, Миколаєві та Криму. Jelcz PR110E 1980—1982, 1986—1992 років випуску (№ 162—168).
У 2011 році тролейбусами міста було перевезено 27 371 тис. пасажирів, що на 8 % менше ніж у 2010 році, коли було перевезено 29 761 тис. пасажирів. У 2016 році міським електротранспортом перевезено 34,3 млн пасажирів, що на 2,4 % більше, ніж у 2015 році. У 2017 році перевезено 35,2 млн пасажирів, що на 2,6 % більше, ніж у 2016 році. У 2018 році перевезено 36,1 млн пасажирів.
30 листопада 2020 року у Рівному відзначена подія з нагоди 60-річчя експлуатації тролейбусів Škoda 9Tr (№ 001). Саме цей тролейбус відкривав тролейбусний рух у місті Рівне.
7 серпня 2025 року до Рівного надійшли чотири низькопідлогових тролейбуса моделі Solaris.

## Маршрути

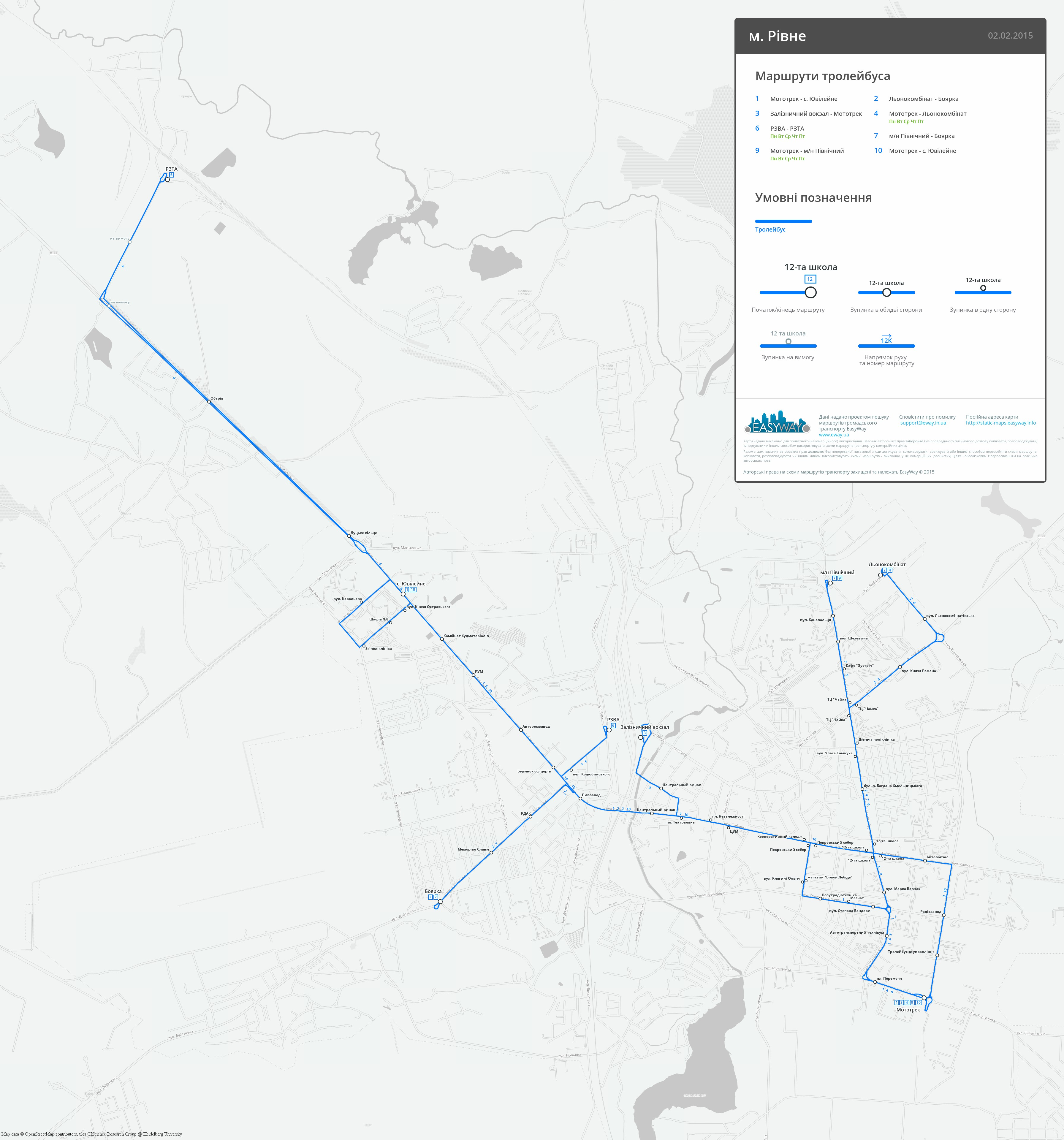
Мапа тролейбусних маршрутів міста Рівне

Станом на грудень 2021 року працювало 14 маршрутів, з яких два за вказівкою: 
| 1                  | Мототрек — пл. Міст-героїв України — Автотранспортний технікум — вул. Степана Бандери — Магнат — Побутрадіотехніка — Магазин «Білий Лебідь» — Кооперативний коледж — м-н Незалежності — Центральний ринок — Пивзавод — вул. Коцюбинського — РЗВА — Дім офіцерів — Авторемзавод — РУМ — Комбінат будматеріалів — селище Ювілейне | 24 грудня 1974                                   | |
| 2                  | Боярка — Меморіал Слави — РГАК — Пивзавод — Центральний ринок — майдан Незалежності — Кооперативний коледж — Школа № 12 — бул. Богдана Хмельницького — Дитяча поліклініка — ТЦ «Чайка» — вул. Князя Романа — вул. Льнокомбінатівська— Льонокомбінат | 1975                                             | |
| 3                  | Мототрек — Тролейбусне управління — Радіозавод — Автовокзал — Школа № 12 — Кооперативний коледж — Майдан Незалежності — Центральний ринок — Залізничний вокзал | 5 грудня 1976                                    | |
| 4                  | Мототрек — м-н Міст-героїв України — Автотранспортний технікум — вул. Марка Вовчка — Школа № 12 — бул. Богдана Хмельницького — Дитяча полікліника — ТЦ «Чайка» — вул. Князя Романа — вул. Льнокомбінатівська — Льонокомбінат | 18 серпня 1977                                   | По буднях |
| 4А                 | Мототрек — Тролейбусне управління — Радіозавод — Автовокзал — Школа № 12 — бул. Богдана Хмельницького — Дитяча полікліника — ТЦ «Чайка» — вул. Князя Романа — вул. Льнокомбінатівська— Льонокомбінат | 16 серпня 2016                                   | Через автовокзал |
| 6                  | Рівненський завод високовольтної апаратури (РЗВА) — вул. Коцюбинського — Дім офіцерів — Авторемзавод — РУМ — Комбінат будматеріалів — м/н Ювілейний — Луцьке кільце — с. Обарів — За вимогою — За вимогою — Рівненський завод тракторних агрегатів (РЗТА) | 1992                                             | |
| 7                  | Боярка — Меморіал Слави — Ргак — Пивзавод — Центральний ринок — пл. Театральна — ЦУМ — Покровський собор — Школа № 12 — бул. Богдана Хмельницького — Дитяча полікліника — ТЦ «Чайка» — Кафе «Зустріч» — вул. Богоявленська — вул. Коновальця — Мікрорайон Північний | 20 травня 2005                                   | |
| 9                  | Мототрек — м-н Перемоги — Автотранспортний технікум — вул. Марка Вовчка — Школа № 12 — бул. Богдана Хмельницького — Дитяча полікліника — ТЦ «Чайка» — Кафе «Зустріч» — вул. Богоявленська — вул. Коновальця — Мікрорайон Північний | 20 травня 2005                                   | По буднях |
| 9А                 | Мототрек — Тролейбусне управління — Радіозавод — Автовокзал — Школа № 12 — бул. Богдана Хмельницького — Дитяча полікліника — ТЦ «Чайка» — Кафе «Зустріч» — вул. Богоявленська — вул. Коновальця — Мікрорайон Північний | 16 серпня 2016                                   | По буднях |
| 10                 | Мототрек — Тролейбусне управління — Радіозавод — Автовокзал — Школа № 12 — Кооперативний коледж — м-н Незалежності — Центральний ринок — Пивзавод — Дім офіцерів — Авторемзавод — Рум — Комбінат будматеріалів — селище Ювілейне | 12 січня 2015                                    | У майбутньому планується продовження маршруту до Луцького кільця після будівництва новоï автостанціï |
| 11                 | Боярка — Меморіал Слави — Ргак — Пивзавод — Центральний ринок — пл. Театральна — ЦУМ — Покровський собор — Школа № 12 — Автовокзал — Кафе «Мономах» — Радіозавод — Троллейбусне управління — Мототрек — Торговий центр — вул. Курчатова — вул. Люблінська — Вулиця Енергетиків | 7 грудня 2016                                    | На маршруті руху існують дільниці без контактної мережі, через що на цій ділянці експлуатується тролейбус БКМ 43303А «Вітовт Max Duo» (№ 182). З 30 грудня 2017 року на маршрут вийшов перший тролейбус Дніпро Т203 (№ 188), що також має опцію автономного ходу, однак, на відміну від БКМ 43303А «Вітовт Max Duo», оснащений не дизель-генераторною установкою, а блоком акумуляторів |
| 12                 | м/н «Північний» — вул. Коновальця — вул. Богоявленська — Кафе «Зустріч» — ТЦ «Чайка» — Дитяча полікліника — бул. Богдана Хмельницького — Школа № 12 — Покровський собор — ЦУМ — пл. Театральна — Центральний ринок — Пивзавод — Дім офіцерів — Авторемзавод — Рум — Комбінат будматеріалів — м/н Ювілейний — Луцьке кільце | 7 березня 2018                                   | Використовуються тролейбуси з автономним ходом Дніпро Т203 |
| Скасовані маршрути | |                                                  | |
| 5                  | Мототрек — пл. Перемоги — Автотранспортний технікум — вул. Степана Бандери — Магнат — Битрадіотехніка — Магазин «Білий Лебідь» — Кооперативний коледж — м-н Незалежності — Центральний ринок — Пивзавод — вул. Коцюбинського — Рзва — Дім офіцерів — Авторемзавод — Рум — Комбінат будматеріалів — м/н Ювілейний — Комбінат будматеріалів — Рум — Авторемзавод — Дім офіцерів — вул. Коцюбинського — Рівненський завод високовольтної апаратури (РЗВА) | 31 грудня 1989, з 2002 — продовжено до Мототреку | За вказівкою |
| 8                  | Залізничний вокзал — Центральний ринок — пл. Театральна — ЦУМ — Покровський собор — Школа № 12 — бул. Богдана Хмельницького — Дитяча полікліника — ТЦ «Чайка» — Кафе «Зустріч» — вул. Богоявленська — вул. Коновальця — Мікрорайон Північний | 20 травня 2005                                   | За вказівкою |

## Рухомий склад
Станом на 1 січня 2023 року на балансі тролейбусного депо перебуває 80 машин, з яких 78 машин у робочому стані.
| Фото              | Модель                                | Короткий опис |
| ----------------- | ------------------------------------- | --- |
|                   | Škoda 9Tr                             | Тролейбус випускався компанією Skoda Ostrov з 1961 по 1982 роки з реостатно-контакторною системою керування, має рамну основу. Переваги: добре опалення у салоні, добра пристосованість до українських доріг. Недоліки: не дуже надійна рама, саме поступова зміна опору диктується необхідність плавного розгону та гальмування, а збої у СУ, часто призводять до руху з сильними ривками. Випускалися дво- і тридверні модифікації, у Рівному є і такі і такі. У місті налічувалося 11 машин цієї моделі (за весь час існування системи надійшло 118 машин). Рівне станом на 2019 рік лишилося останнім містом у світі, де тролейбуси Škoda 9Tr ще експлуатуються з пасажирами. |
|                   | Škoda 14Tr                            | Тролейбус випускався з початку 1980-х до середини 1990-х років. Škoda 14Tr комплектувалася ТІСУ (споживав на 20—30 % менше електроенергії аніж РКСУ), перевагою тролейбуса є висока місткість та плавний хід; двері стали ширшими і планетарного (поворотно-зсувного) типу. Недоліки: жахливе опалення салону, з часом підвіска втрачає демпфуючі властивості, якість збірки салону невисока. У місті з 1989 року, на 1 січня 2014 працювало 34 Škoda 14Tr. |
|                   | Jelcz PR110E                          | Тролейбус випускався компанією Jelcz у 1980—1992 роках. Вперше до Рівного надійшов у 2014 році. У місті працюють 6 Jelcz PR110E. Випускаються тридверні модифікації. |
|                   | Jelcz PR110T                          | Тролейбус випускався фірмою Jelcz з 1981 по 1991 роки. У місті працюють 3 Jelcz PR110T. Тролейбус надійшов до Рівного у 2014 році |
|                   | Jelcz 120MT                           | Тролейбус випускався фірмою Jelcz з 1997 по 2000 роки. У Рівному працює 1 Jelcz 120MT. Тролейбус надійшов до Рівного у 2014 році. |
| ЮМЗ Т1            | ЮМЗ Т1                                | Являє собою модернізацію тролейбуса Київ-11 (щоправда ним не є, Київ-11 випускався ще окремо), випускався з 1992 по 1998 роки. Комплектувався двома двигунами ЕД-138У2 (130 кВт) і реостатно-контакторною системою керування. Переваги: рама має рамний кузов з високоміцної сталі, велика пасажиромісткість у 180 пасажиромісць, ресурс кузова був досить тривалим. Недоліки: дуже велике споживання електроенергії, жорстка підвіска, погана пристосованість до українських доріг, погане опалення у салоні. У місті працювали всього 5 тролейбусів ЮМЗ Т1. |
|                   | ЮМЗ Т2                                | Являє собою коротку версію ЮМЗ Т1, вдалішу у застосуванні і більш пристосовану до українських доріг, випускався з 1993 по 2009 роки. Фактично є наступником менш вдалого Київ-11У. Тролейбус комплектується двигуном ЕД-138АУ2 або ЕД-139 (модернізовані), за час його виробництва було внесено ряд модернізацій, як нова обробка салону або встановлення ТІСУ і ТрСУ замість РКСУ. У місті експлуатуються три ЮМЗ Т2, з яких два модернізовані та один старого зразку. |
| ЛАЗ Е183 у Львові | ЛАЗ Е183                              | Випускався на ЛАЗі з 2006 по 2013 роки. Цей тролейбус оснований на автобусі ЛАЗ А183. Має тримальний (з інтегрованою рамою) кузов з оцинкованої сталі, а також дюралюмінієвою обшивкою дверних відсіків і кришки мотовідсіку. Має сучасний дизайн та повністю низьку підлогу у салоні, завдяки чому є зручним для пасажирів та може перевозити інвалідів у візках (наявна відкидна апарель). Комплектується харківським двигуном ЕД-139АУ2 (140 кіловат) і IGBT-транзисторною СУ; розвиває швидкість не менше 75км/год. У його опціях: обладнання підвіски наклону кузова кнілінг, коли тролейбус присідає на праві півосі; встановлення кондиціонера тощо. Має антиблокувальну систему ABS і може комплектуватися атибуксувальною ASR. Перші моделі мали ряд недоліків (наприклад, погане опалення і вентиляція, відсутність системи протизащемлення пасажирів), що у пізніших випусках були виправлені. Недолік, як писк під час гальмування, спричинений гальмівними резисторами у найновіших моделей частково усунено. У Рівному працює дише один ЛАЗ Е183, що придбаний у 2008 році. |
| АКСМ-433 «Вітовт» | АКСМ-433                              | Виготовлений на Белкомунмаші. Має 38 місць, а також два накопичувальні майданчики в районі другої і третьої дверей. Всього салон може вмістити 153 пасажири. Кузов виготовлений з композитних матеріалів. Машина обладнана електричним висувним пандусом і системою «присідання» до рівня тротуару. Салон оснащений системою клімат-контролю. На справді цей тролейбус не є дуобусом, а обладнаний дизель-генераторною установкою Kirsch з об'ємом бака 120 літрів і завдяки ній здатний проїхати до 300 км без використання контактної мережі. Наприкінці листопада 2016 року, після закінчення випробувань у Москві тролейбус був викупленийукраїнським комунальним підприємством «Рівнеелектроавтотранс» У Рівному з'явився, новий громадський транспорт — дуобус.. З 7 грудня 2016 року один екземпляр працює на новому маршруті № 11. |
|                   | Дніпро Т203                           | 12-метровий низькопідлоговий тролейбус, виготовлений з аутентичної моделі МАЗ-Етон Т203, що з 2017 року комплектується в Україні, на Південному машинобудівному заводі. На відміну від МАЗ-Етон Т203, деякі тролейбуси Дніпро Т203 мають опцію автономного ходу до 20 км від літій-іонної батареї GMI на 100 кВт/год. Час зарядки від контактної мережі становить до 40 хвилин. У 2017—2018 роках до Рівного надійшло 13 тролейбусів Дніпро Т203, яким присвоєні №№ 188—200. Тролейбуси з можливістю автономного ходу «Дніпро Т203» (№ 188—192) експлуатуються переважно на маршрутах № 11 та 12. |
|                   | Богдан Т60111 (дослідна експлуатація) | Випускається на Луцькому автомобільному заводі з 2008 року. Тролейбус має тримальний кузов з інтегрованою рамою, кузов зроблено з оцинкваної сталі з ресурсом понад 15 років. Довжина тролейбуса становить 10,6 м, що є незвичним. Машина повністю низькопідлогова, завдяки чому є зручною для пасажирів та може перевозити інвалідів у візках (наявна відкидна апарель). Комплектується харківським двигуном ЕД-139А (140 кВт) і IGBT-транзисторною системою керування електродвигуном (виробництва Cegelec a.s. Praha, Чехія); розвиває швидкість не менше 55 км/год (обмежувач). Має хорошу вентиляцію та потужний повітряний конвектор у салоні; плюсом є сучасний дизайн ззовні і зсередини, тролейбуси обладнують електронними рейсовказівниками. Має ABS. 15—26 вересня 2009 року проходив дослідну експлуатацію у Рівному, цей екземпляр є 13-м випущеним ЛуАЗом (нині перебуває на заводі). |

Станом на 1 травня 2018 рік термін експлуатації тролейбусів складав:
| Терміни експлуатації тролейбусів в місті Рівне | Терміни експлуатації тролейбусів в місті Рівне | Терміни експлуатації тролейбусів в місті Рівне |
| Роки експлуатації                              | Кількість тролейбусів                          | Частка, %                                      |
| ---------------------------------------------- | ---------------------------------------------- | ---------------------------------------------- |
| Понад 10 років                                 | 72                                             | 83,7                                           |
| до 10 років                                    | 14                                             | 16,3                                           |
| Всього:                                        | 86                                             |                                                |

Середній термін експлуатації тролейбусів — 23,7 роки.

## Вартість проїзду
Станом на 1 квітня 2010 року вартість проїзду у  рівненському тролейбусі становила 0,80 ₴, таким чином, цей вид рівненського громадського транспорту був на той час одним з найдешевших в Україні. Однак вартість проїзду почалась  підвищуватися поетапно, тричі у 2010 році: з 15 квітня — 1,00 ₴, з 1 серпня — 1,25 ₴, а з 1 листопада — 1,50 ₴. Ініціаторами такого непопулярного рішення були комунальне підприємство «Рівнеелектроавтотранс» та міська влада Рівного — са́ме вони підготували відповідні розрахунки і направили їх до двох 
міністерств — економіки та житлово-комунального господарства, сподіваючись отримати дозвіл на підвищення цін на проїзд у тролейбусах.
Станом на 1 вересня 2017 року вартість проїзду становила 2,00 ₴.
Рішенням виконкому Рівненської міської ради № 33 від 13 березня 2018 року «Про встановлення тарифу на проїзд міським електротранспортом» вартість проїзду з 1 квітня 2018 року становить 3,00 ₴, з 1 липня 2019 року вартість проїзду становить 4,00 ₴.
З 1 червня 2021 року вартість проїзду у тролейбусах встановлена 6,00 ₴.

## Експлуатуюче підприємство
Комунальне підприємство КП «Рівнеелектроавтотранс» Рівненської міської ради
(КП «Рівнеелектроавтотранс» РМР).
33027, Рівне, вулиця Данила Галицького, 23.
50°36′26″ пн. ш. 26°17′04″ сх. д. / 50.607105° пн. ш. 26.284433° сх. д.

## Інфраструктура

### Зупинки та диспетчерські пункти
Кількість кінцевих зупинок — 9,  з яких 7 є кільцями.
Для керування рухом та відпочинку водіїв є 4 диспетчерських пункти.
Більшість лінійних зупинок обладнана павільйонами для очікування транспорту.

### Депо
У місті діє єдине тролейбусне депо, яке було відкрито у 1974 році і розташовується на вулиці Данила Галицького, 23. Місткість депо складає — 100 тролейбусів.

## Контактна мережа
Довжина контактної мережі складає 60,8 км в односторонньому обчисленні.
Служба контактної мережі знаходиться у депо № 2, яке до 2011 року знаходилася на перехресті вулиць Яворницького та Грабник, спільно з підстанцією № 1, на одному з напружених тролейбусних перехресть.

### Тягові підстанції
У місті працює 8 тягових підстанцій:
- ТТП-1 потужністю 3455 кВА;
- ТТП-2 потужністю 2755 кВА;
- ТТП-3 потужністю 4155 кВА;
- ТТП-4 потужністю 1370 кВА;
- ТТП-6 потужністю 2070 кВА;
- ТТП-8 потужністю 2770 кВА;
- ТТП-9 потужністю 2770 кВА;
- ТТП-12 потужністю 2070 кВА.

## Світлини

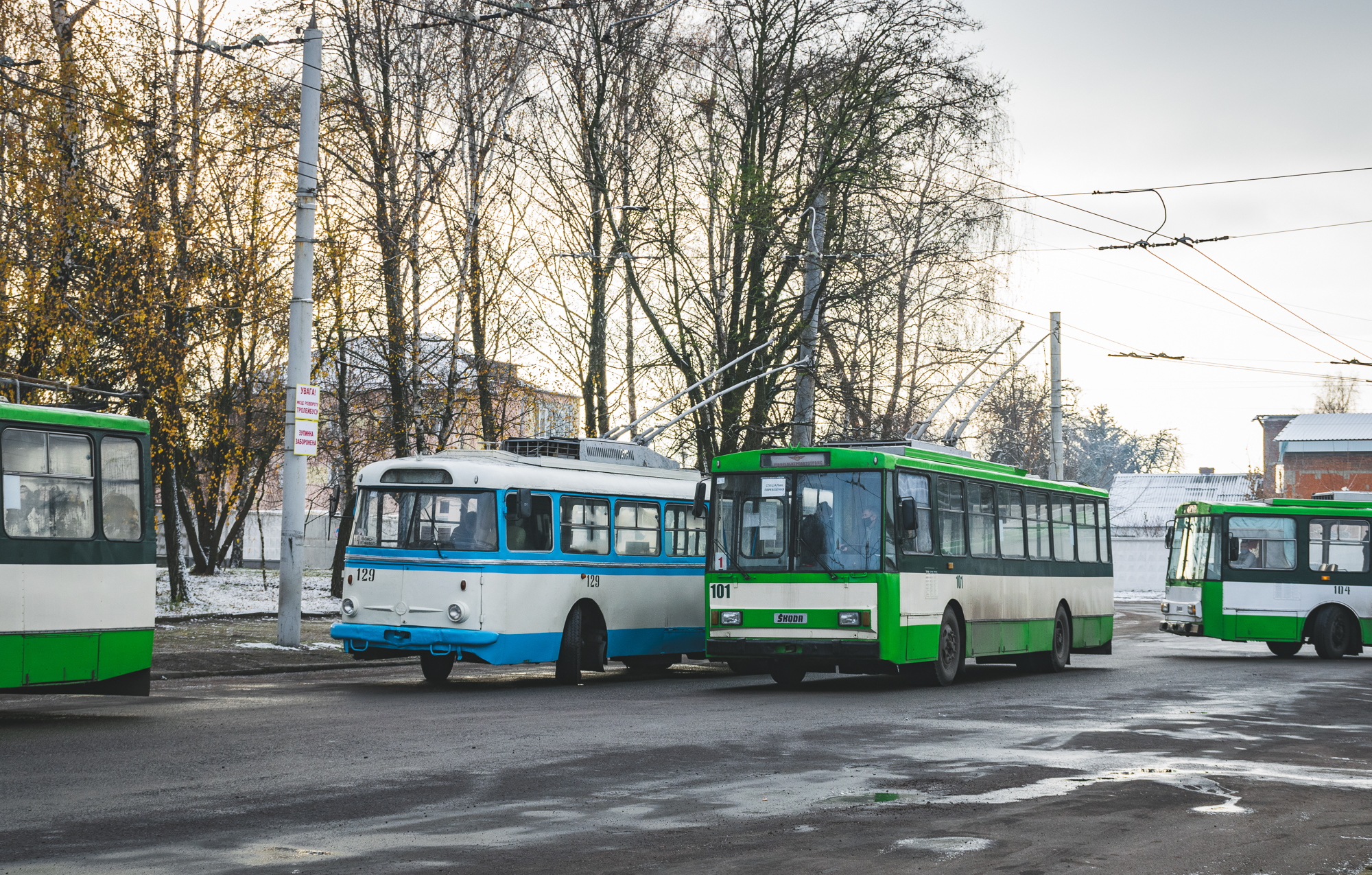
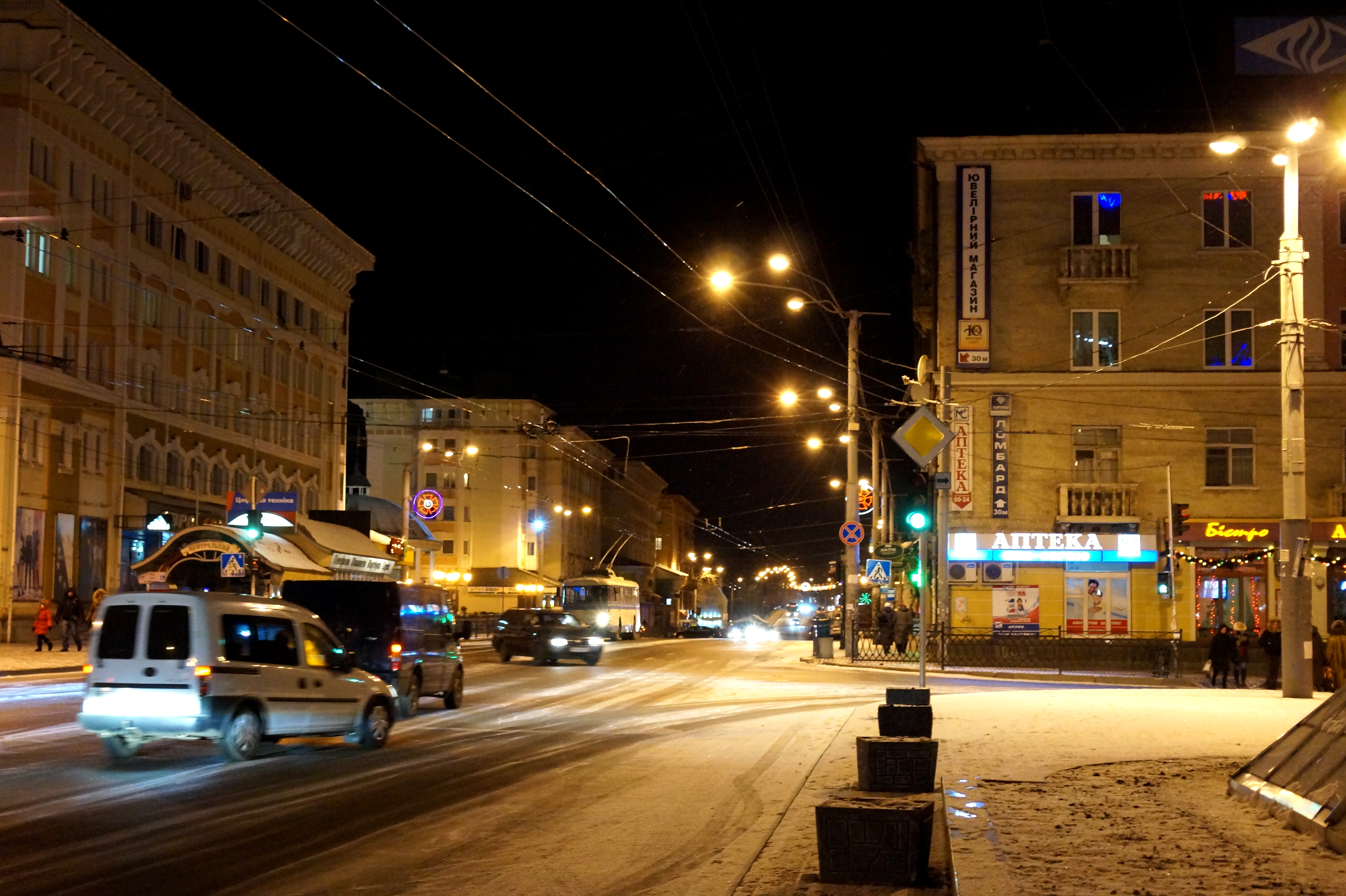
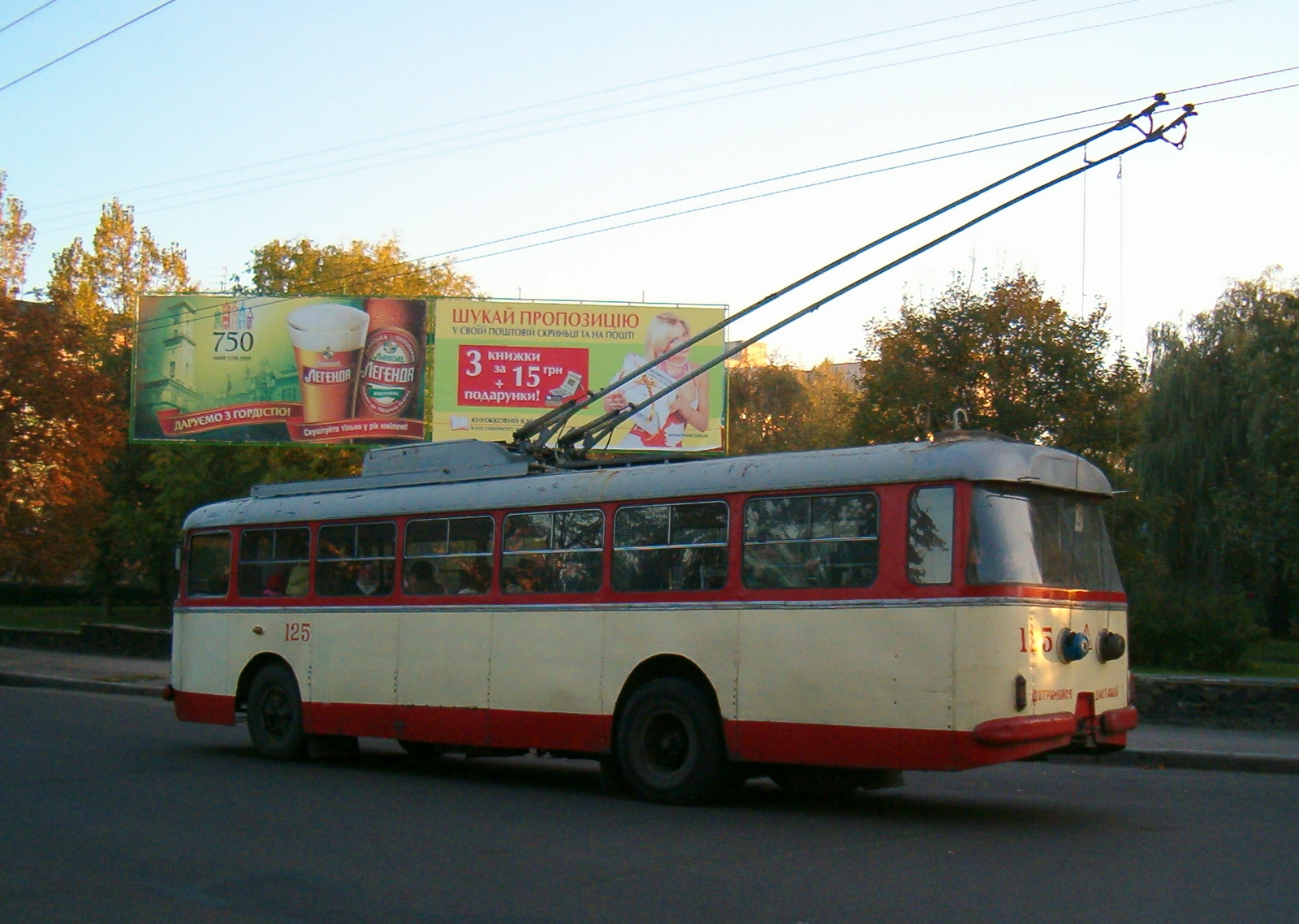

### Кабельні мережі
Тягові підстанції отримують живлення від міських мереж по кабельним лініям 10 кВ, загальна довжина яких скадає 23,7 км. Резервне живлення власних потреб підстанцій також забезпечується від міських мереж напругою 380 В.
Живлення контактної мережі від тягових підстанцій забезпечується кабельними лініями 600 В загальною довжиною 7 км.